# فخری ملک‌پور
فَخری مَلِک‌پور (زادهٔ ۱ مهر ۱۳۱۴) نوازندهٔ پیانو، آهنگساز و موسیقی‌دان اهل ایران است.

## زندگی هنری
فخرالسادات ملک‌پور (فَخری مَلِک‌پور) ۱ مهر ۱۳۱۴ در تهران متولد شد. پدرش «سیدذبیح الله مَلِک‌پور» با هنرمندان بسیاری هم‌نشین بود، به همین سبب از سن ۹ سالگی نواختن پیانو را نزد مرتضی محجوبی آغاز کرد. او به مدت ۱۲ سال ردیف سازی و آوازی موسیقی ایران به همراه آثار و سبکِ نوازندگی مرتضی محجوبی را فراگرفت. وی نواختن ساز سه‌تار را نزد احمد عبادی، آشنایی با آواز را نزد ادیب خوانساری، آشنایی با تمبک را نزد حسین تهرانی و مبانی آهنگسازی را نزد علی تجویدی آموخته‌است. او همچنین مدتی نزد فوزیه مجد موسیقی کلاسیک را فراگرفت. او با هنرمندانی نظیر: پرویز یاحقی، محمود خوانساری، اسدالله ملک، فرهنگ شریف، رضا ورزنده، حسن کسایی، عبدالوهاب شهیدی و محمدرضا شجریان همکاری داشته‌است. او علاوه بر نوازندگی و آهنگسازی سال‌ها به تدریس پیانو نیز مشغول بوده‌است.از وی به عنوان تنها شاگرد و راوی مستقیم مرتضی محجوبی یاد می‌شود.
در شهریور ۱۳۹۶ مراسم تجلیل از مقام هنری فخری ملک‌پور در تالار وحدت تهران برگزار شد. در دی ۱۳۹۷ در چهارمین جشن موسیقی ما جایزه ویژهٔ نوازندگی به فخری ملک‌پور اهدا شد و مورد تجلیل قرار گرفت. همچنین در بهمن ۱۳۹۷ در مراسم اختتامیه سی و چهارمین جشنواره موسیقی فجر از فخری ملک‌پور تجلیل به عمل آمد.

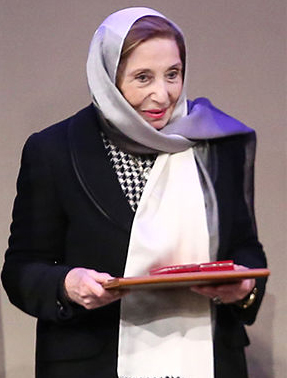
فخری ملک‌پور در مراسم اختتامیه سی و چهارمین جشنواره موسیقی فجر تالار وحدت تهران ۱۳۹۷/۱۱/۳۰

## آثار هنری
از جمله آثار هنری فخری ملک‌پور به موارد زیر می‌توان اشاره نمود:
- «مشق استاد» (سه لوح فشرده از نواخته‌های فخری ملک‌پور به همراهِ دست‌نوشته‌های مرتضی محجوبی)[۱۰][۱۱]
- «طرب‌انگیز»[۱۲]
- «آه باران» (همنوازی با آواز محمدرضا شجریان)[۱۳]
- «به که مانی» (با آواز مظفر شفیعی)[۱۴][۱۵]
- «نسیم بهاری» نام یک آلبوم موسیقی است که نوازندگی پیانو توسط فخری ملک‌پور و نوازندگی تنبک توسط محمود رفیعیان انجام شده‌است.[۱۶]
- «آیینه خیال»[۱۷]
- اشگی برای گل ها (آلبوم) (با نی  حسن کسایی) (با تنبک محمود رفیعیان)